# Maasbrug bij Gennep
De Maasbrug bij Gennep is de verkeersbrug over de Maas die Gennep sinds 1955 met de weg naar Boxmeer en Cuijk verbindt. De brug is onderdeel van de N264. De oorspronkelijke Maasbrug werd in 1873 aangelegd als spoorbrug en maakte deel uit van het Duits Lijntje.
De brug is een vakwerkbrug met vijf overspanningen van ieder circa 62 meter, die over het zomerbed gaan. Het rijdek heeft een niet-meedragend betondek en bestaat verder voornamelijk uit ijzer en staal. Daarnaast heeft de hoofdligger een zogenaamd hoedprofiel. De totale lengte is 313 meter met een breedte van 11 meter. Naast de huidige verkeersbrug heeft een spoorbrug gelegen.

## De spoorbrug
Nadat de Rotterdammer Van Meukeren toestemming heeft gekregen om een spoorweg van Boxtel tot aan Pruisen aan te leggen, wordt bij Oeffelt een steenoven gebouwd om stenen te kunnen leveren voor de bouw van een spoorbrug. Van Meukerens vrouw legt op 22 november 1871 de eerste steen. De gedenksteen is heden ten dage nog steeds te zien aan de Gennepse zijde op de vierde pijler. Het valt onder de gemeentelijke monumenten. Van de overgebleven stenen worden vier huizen gebouwd, vlak bij Station Gennep, te weten de huisnummers 7, 9, 11 en 13 aan de Heijenseweg, genoemd naar Heijen, een dorpskern van de gemeente Gennep.
De brug was in 1873 opgeleverd bij de Belgische fabriek Société Anonyme John Cockerill. Op 24 mei 1874 opent de NBDS de stalen balkenbrug als onderdeel van de spoorlijn Boxtel-Gennep-Goch-Wesel, het zogenaamde Duits lijntje. Vijf zwaarbeladen locomotieven testen de brug met goed resultaat. Het heeft een enkelspoor, maar de brugpijlers zijn aan de noordelijke zijde breder, waarbij de mogelijkheid open wordt gehouden om een tweede brug aan te leggen. Het stijgingspercentage van station Gennep naar de spoorbrug is zo groot dat er in eerste instantie gebruikgemaakt moet worden van een opdruklocomotief.
Vanaf Boxtel zijn verschillende wachtposten ingesteld; de brug bij Gennep is 48.
De spoorbrug is een punt van discussie, omdat Pruisen op deze manier de Maas eenvoudig over zou kunnen steken in geval van oorlog. Het Ministerie van Oorlog heeft ernstige bezwaren, maar gaat uiteindelijk overstag. In de derde pijler worden mijnkamers aangelegd, zodat men de brug in geval van nood gedeeltelijk kan opblazen. 
De angst voor een invasie is niet onterecht, want op 10 mei 1940 valt de Gennepse Maasbrug als enige, door een list, in Duitse handen. De Peel-Raamstelling is hierdoor onhoudbaar geworden. Onmiddellijk worden planken tussen de rails geslagen en kan de Wehrmacht een groot aantal gemotoriseerde voertuigen laten oversteken. In de jaren erna maken de Duitsers veelvuldig gebruik van de brug. Tot september 1944 is er nog een beperkt verkeer van reizigers.
Op 26 september 1944 stort een RAF-vliegtuig van het type Mustang MK I neer nabij de Maasbrug.
In het najaar van 1944 wordt de brug opgeblazen door het Duitse leger. De geallieerden kunnen de Maas hierdoor niet oversteken. Tussen oktober 1944 en februari 1945 is de Maas het frontgebied, maar na de bevrijding van Gennep op 12 februari 1945 begint men aan een baileybrug. Door opzettend hoogwater wordt de Gennep bridge uiteindelijk de langste baileybrug die tijdens de Tweede Wereldoorlog wordt gebouwd.
Om treinen weer op het traject te kunnen laten rijden richting Goch, wordt een noodspoorlijn (Hawkins Link) aangelegd via Nijmegen en Mook. Op de hei nabij De Looi komt de noodspoorlijn samen met de oude spoorlijn, Hommersum junction genaamd. Ondanks het belang van de spoorlijn als bevoorradingslijn voor de geallieerden voor de oprukkende troepen in Duitsland, speelt de verwoeste brug hierin geen rol. Het duurt tot juli 1950, voordat de spoorbrug hersteld is.

## Verkeersbrug en afbraak spoorbrug
Omdat de Maasbrug slechts toegankelijk was voor treinen, was al het andere verkeer genoodzaakt om gebruik te maken van de veerdienst tussen het Veerhuis (het enige stenen bouwwerk) in Oeffelt en de loswal in Gennep. Met de opening van de verkeersbrug op de noordelijke zijde van de pijlers op 17 mei 1955 krijgt de kop van Noord-Limburg de eerste vaste oeververbinding met Oost-Brabant.
De laatste trein rijdt op 22 januari 1972 tot vóór de spoorbrug als carnavaleske stunt: de Leutexpress. Eroverheen rijden was toen niet meer toegestaan. Tussen 1973 en 1974 wordt de spoorbrug afgebroken. Aan de zuidzijde van de huidige verkeersbrug is nog altijd de plaats te zien waar de spoorbrug gelegen heeft.
Begin 2008 is er een begin gemaakt met de renovatie van de brug.

## Foto's

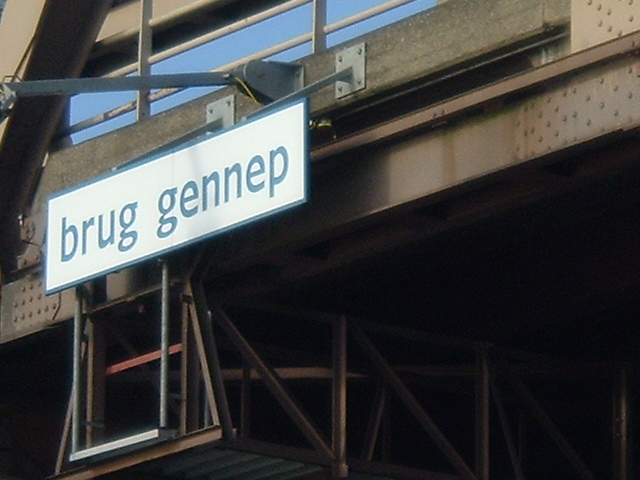
De Maasbrug, gezien vanaf de Maas
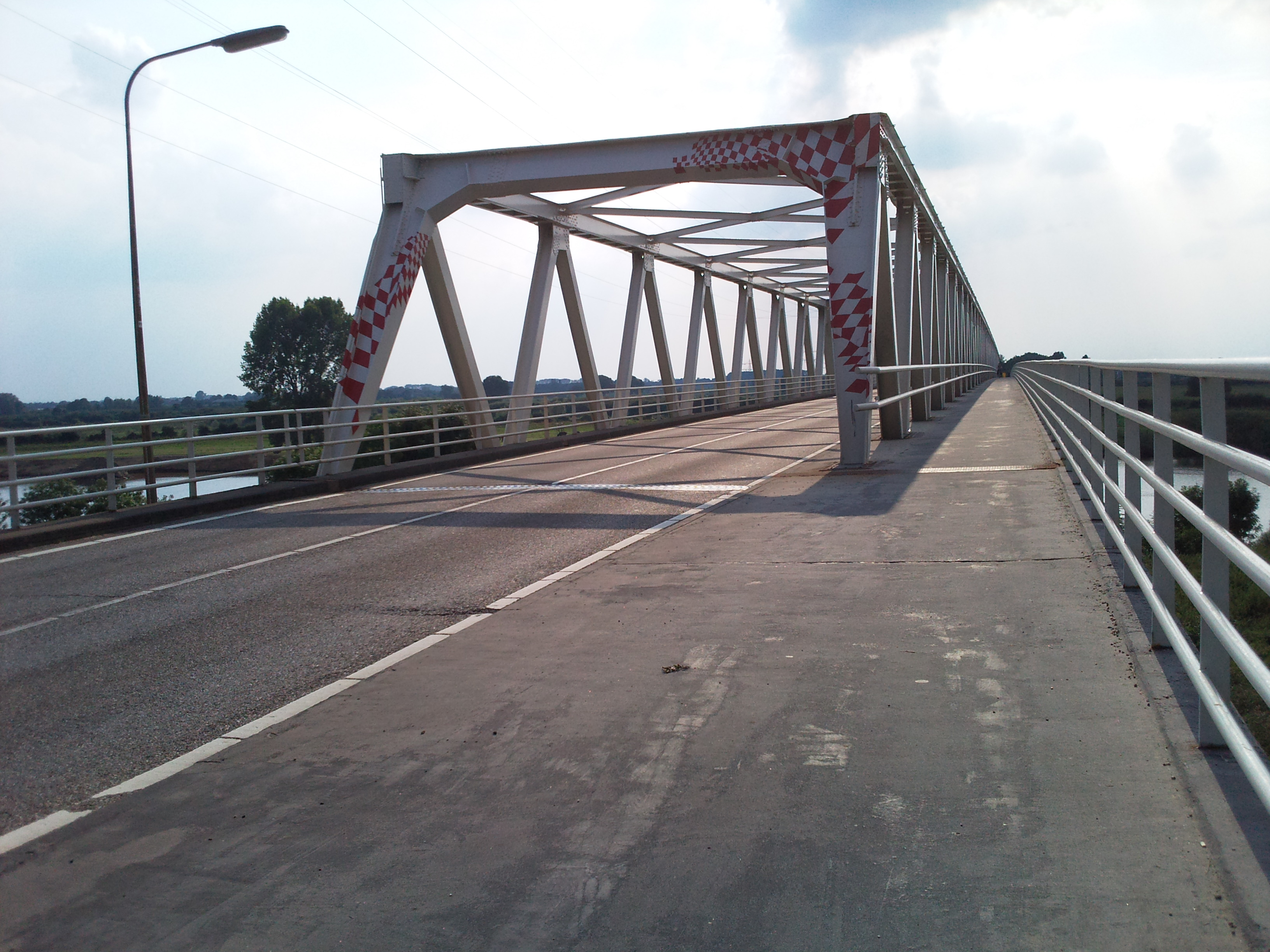
De Maasbrug, gezien vanaf Limburg met de Brabantse vlag
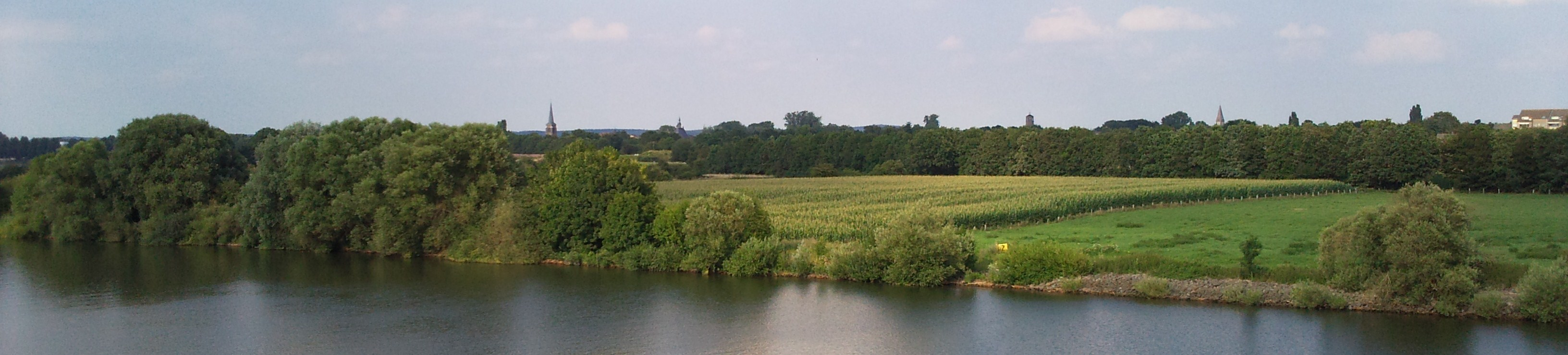
Zicht op Gennep en Ottersum vanaf de Maasbrug